# Judit y su doncella (Gentileschi, Florencia)
Para el cuadro expuesto en Detroit, véase Judit y su doncella (Gentileschi, Detroit).
Judit y su doncella (en italiano, Giuditta e la sua ancella) es un cuadro de la pintora italiana Artemisia Gentileschi. Fue realizado hacia 1618-1619. Se trata de una pintura al óleo sobre lienzo, que mide 93,5 cm de ancho por 114 cm de largo. Actualmente se conserva en la Galería palatina del Palacio Pitti de Florencia (Italia).

## La obra
En esta tela, de tono marcadamente caravagista, las dos figuras femeninas de Judit y de Abra, su doncella, están representadas de cerca, con un encuadre estrecho; están inmersas en las sombras, iluminadas por una luz como de una vela, que viene de su izquierda.
Después de haber pintado la cruenta Judit decapitando a Holofernes, hoy en el Museo de Capodimonte en Nápoles, Artemisia regresa, con este cuadro de gran intensidad dramática, y de gran sabiduría narrativa, a la historia de la heroína bíblica que mata al general del ejército enemigo.
El lienzo muestra el instante en el que las dos mujeres se preparan para dejar la tienda de Holofernes, con el temor de ser descubiertas por los soldados asirios. Abra sostiene, como si fuese la colada, la cesta en la que han depositado la cabeza cortada de Holofernes. Judit aún empuña, apoyándola en su hombro, la espada con la que ha realizado su venganza hace poco; con la otra mano, posada con un gesto cómplice sobre la espalda de la doncella, parece quererla contener, como turbada por un rumor exterior.
El cuadro se coloca entre las mejores obras de Artemisia Gentileschi. Es soberbia la tensión del rostro de Judit, marcada por una mirada preocupada que se vuelve hacia la salida de la tienda y de un mechón de cabellos que se escapan de su refinado peinado.
Se pone un cuidado minucioso en la representación de la empuñadura de la espada y de las joyas que adornan a la heroína bíblica, como se encuentra en todos sus numerosos cuadros dedicados a la historia de Judit. El amplio turbante de Abra, recreado con varias tonalidades del blanco y del amarillo, muestran inconfundiblemente los signos del aprendizaje desarrollado en el taller de su padre, Orazio Gentileschi.
La crítica no está segura de la datación del cuadro, ubicándose verosímilmente hacia el inicio de la estancia de Artemisia en Florencia. La composición de la escena presenta una gran semejanza con la Judit y su doncella conservada en la Galería Nacional de Oslo, que algunos historiadores del arte atribuyen a la mano de Artemisia, mientras que otros lo hacen a la de su padre Orazio.
- Datos: Q532486
- Multimedia: Judith and her Maidservant by Artemisia Gentileschi / Q532486